# Жупанија Харгита
Харгита (рум. Judeţul Harghita, мађ. Harghita megye) је округ у републици Румунији, у њеном средишњем делу. Управно средиште округа је град Мијеркурија Чук, а битни су и градови Одорхеју Секујеск, Георгени и Топлица.

## Положај
Округ Харгита је унутардржавни округ. Са других стана окружују га следећи окрузи:
- ка северу: Сучава (округ)
- ка истоку: Њамц (округ)
- ка југоистоку: Бакау (округ)
- ка југу: Ковасна (округ)
- ка југозападу: Брашов (округ)
- ка западу: Муреш (округ)

## Природни услови
Округ припада историјској покрајини Трансилванија. Харгита округ је већим делом планински, посебно на истоку (планине из ланца Карпата), а између њих се налазе горњи делови долина Мориша Олта (обе реке имају овде изворишта), који су плодни и густо насељени.

## Становништво
Харгита је један од два већински мађарска округа у Румунији и по последњем попису из 2002. године структура становништва по народности је била следећа:
- Мађари (Секељи) - 85%
- Румуни - 14%

- Етничка мапа округа Харгита у Румунији, попис из 1992. године.
- Етничка мапа округа Харгита у Румунији, попис из 2002. године.